# Natalia Piekarska-Poneta
Natalia Piekarska-Poneta (ur. 10 stycznia 1937 w Jeleśni, zm. 18 października 2013 w Oświęcimiu) – od 2004 roku honorowa obywatelka miasta Katowice, była działaczka podziemia w okresie stalinowskim, członkini Związku Więźniów Politycznych Okresu Stalinowskiego, pisarka, działaczka społeczna.

## Życiorys
Rodzicami Natalii byli Wojciech Czul i Anna Piekarska z Jeleśni. W czasie II wojny światowej ojciec zaginął w Anglii. Dzieciństwo Natalia spędziła w Katowicach. Gdy po śmierci Józefa Stalina zmieniono w 1953 nazwę miasta Katowice na Stalinogród, Piekarska brała udział w drukowaniu ulotek protestacyjnych i pisaniu na murach wezwań typu: Precz ze Stalinogrodem, Komuna to zaraza, Śmierć komunie.
Została zatrzymana 18 marca 1953, była wówczas licealistką w Chorzowie. Zarzucono jej rozrzucanie z okna ulotek antypaństwowych. W czasie procesu była bita i poniżana. Wyrokiem sądu wojewódzkiego z 8 czerwca 1953 skazano ją na umieszczenie w zakładzie poprawczym na trzy lata. Przebywała m.in. w areszcie śledczym w Katowicach przy ul. Mikołowskiej. Ze schroniska w Wodzisławiu Śląskim zbiegła 24 września 1953. Pojmano ją ponownie w Gdańsku 2 czerwca 1955.
Ukończyła Studium Nauczycielskie w Raciborzu (funkcjonowało od 1954 do 1973) oraz Wyższą Szkołę Pedagogiczną w Opolu. Ponad 30 lat pracowała jako nauczycielka. Została zrehabilitowana. W 2004 otrzymała tytuł Honorowego Obywatela Miasta Katowic i symboliczne klucze do miasta. Swoje przeżycia opisała w książkach Byłam nie tylko na Mikołowskiej, wydanej w 1996 oraz Siedziałam za Katowice: wspomnienia z 2005. W 2000 opublikowała też książkę dla dzieci Malutki, Robokop, Plaskaty i Bani oraz tomiki poezji: Bańki Mydlane, Taniec Motyli, Perturbacje: wiersze (2008) oraz Plamy na słońcu (2008).
Była członkinią Stowarzyszenia Piłsudczyków, Związku Artystów Polskich, honorowym członkiem Zrzeszenia Literatów im. Jana Pawła II w Chicago. Mieszkała w Rybniku, Białej koło Prudnika, Raciborzu i Wodzisławiu Śląskim, gdzie spędziła ostatnie lata swojego życia.
Na mocy uchwały Radu Miasta Katowice z 17 grudnia 2014 roku imieniem Natalii Piekarskiej-Ponety nazwano skwer, położony w dzielnicy Murcki, w rejonie ulicy Karola Bohdanowicza.

## Twórczość
- Natalia Piekarska-Poneta Byłam nie tylko na Mikołowskiej,  Miejska Biblioteka Publiczna im. Konstantego Prusa w Rybniku, „Kasta” Nysa, 1996 ISBN 83-901718-4-8
- Natalia Piekarska-Poneta Siedziałam za Katowice, Wydawnictwo Scriba, Racibórz, 2004 ISBN 83-88932-41-1
- Natalia Piekarska-Poneta Malutki, Robokop, Plaskaty i Bani, „Kasta” Nysa, 2000 ISBN 83-908820-2-7
- Natalia Piekarska-Poneta Plamy słońca, „Komdruk-Komag” Gliwice, [2008] ISBN 978-83-88937-50-7
- Natalia Piekarska-Poneta Perturbacje, „Komdruk-Komag” Gliwice, [2008] ISBN 83-88937-39-1